# 사바오량
사바오량(중국어 간체자: 沙宝亮, 정체자: 沙寶亮, 병음: Sha BaoLiang, 한자음: 사보량, 1972년 1월 1일 ~ )은 중화인민공화국의 가수 겸 배우이다.

## 출연작

### 드라마
- 2020년 아이치이 웹드라마 《고동국중국 2》 - 팡전 역
- 2020년 텐센트 웹드라마 《청춘창세기》 - 치엔진 역
- 2022년 텐센트 웹드라마 《니호신창수》 - 장지아오리엔 역
- 2022년 텐센트 웹드라마 《성한찬란》 - 능익 역
- 2022년 CCTV-8 황금강당극장 《친애적생명》 - 티엔운산 역
- 2022년 CCTV-8 금응독파극장 《여사적법칙》 - 허강 역
- 2023년 후난위성텔레비전 금응독파극장 《귀로》 - 궤이위안산 역

### 예능
- 2013년 후난위성텔레비전 《나는 가수다》